# Georg von Criegern
Friedrich Georg von Criegern, eigentlich Georg von Criegern, (* 23. Dezember 1852 in Bautzen; † 7. Februar 1941 in Dresden) war ein sächsischer Generalleutnant.

## Leben und Wirken
Georg stammte aus der sächsischen Adelsfamilie von Criegern und war der Sohn des königlich-sächsischen Appellationsgerichtspräsidenten Friedrich Theodor von Criegern und dessen zweiter Ehefrau Juliane Louise von Criegern geborene Nehrhoff von Holderberg († 1886). 
Nach dem Schulbesuch schlug er ab 1868 als Kadett eine Militärlaufbahn in der Sächsischen Armee ein, in der er bis zum Adjutanten der sächsischen Könige Albert, Georg und Friedrich August III. aufstieg. 1906 kam der Eintrag in das Sächsische Adelsbuch, Nr. 247. Zeitgleich erfolgte seine Beförderung zum Generalleutnant, 1922 trat er in den Ruhestand. 
Er ließ sich als Exzellenz ansprechen und war Rechtsritter des Johanniterordens und zuletzt Ehrenführer der Vereinigung ehemaliger Königlich Sächsischer Kadetten.
Seine Ehefrau wurde Ida von Kapp-herr-Lockwitz, Tochter des Karl von Kapp-herr, Fideikommissherrn auf Lockwitz und Allodgutsbesitzer in Klein Vielen mit Hartwigshof, in Mecklenburg, und der Amélia Amiraux aus St. Petersburg. Der Offizier Wolfgang von Kapp-herr war ihr Neffe. Das Ehepaar hatte vier Töchter und zwei Söhne. Tochter Frida starb 1945 als Stiftsdame, Olga heiratete den späteren Oberst i. G. Georg von Loeben, Eleonore wurde Hoffräulein und Luise Landwirtschaftslehrerin. Der Sohn Carl war sächs. Ober-Regierungsrat, der jüngere Sohn Dietrich von Criegern dt. Generalleutnant.